# Estate d'amore
Estate d'amore è il settantottesimo singolo discografico di Cristina D'Avena, pubblicato nel 2012.

## Il brano
Il brano, sigla del programma televisivo itinerante di piazza Karaoke Super Show!, è il quarto singolo in digitale della cantante. La stessa D'Avena figura come unica autrice del testo, su musica e arrangiamento di Max Longhi e Giorgio Vanni.
A causa di un errore nella pubblicazione nell'album 30 e poi... - Parte prima, la canzone è stata rilasciata in una versione rallentata, portando la traccia da 3:00 a 3:16. Nella ristampa dello stesso album, il brano viene pubblicato correttamente ma con un mixaggio differente.

## Tracce
Testi di Cristina D'Avena, musiche di Max Longhi e Giorgio Vanni.
1. Estate d'amore (feat. Patrick Ray Pugliese) – 3:00

Durata totale: 3:00